# ヨウ素酸アンモニウム
ヨウ素酸アンモニウム（ヨウそさんアンモニウム、英 ammonium iodate）はアンモニアのヨウ素酸塩で、化学式NH4IO3で表される無機化合物。酸化性があり、還元剤や有機化合物、硫黄、リン、金属粉に触れると激しく反応する。加熱により分解し、ヨウ化水素や窒素酸化物を生じる。

## 製法
濃厚アンモニア水を冷却し、かき混ぜながら少量ずつヨウ素を加えたのち加熱して余分なアンモニアを蒸発させるとヨウ素酸アンモニウムの結晶が析出する。ヨウ素酸バリウムと硫酸アンモニウムを溶液中で複分解させることによっても作ることができる。